# Umorismo scatologico
L'espressione umorismo scatologico o umorismo da gabinetto definisce quel sottogenere della satira e della comicità che tratta di eventi e argomenti riguardanti la sfera degli atti fisiologici e corporali come ad esempio: defecazione, flatulenza, minzione, vomito e altri ancora.
Il genere è talvolta avvicinato all'umorismo sessuale, un esempio classico possono essere i dick jokes (let. "scherzi sul pene").
Al pubblico di riferimento di diverse culture il genere è considerato un tabù. Tra gli adolescenti e una parte della cultura contemporanea è invece più in voga e gli argomenti sono spesso attenuati aggiungendo toni dell'umorismo erotico/sessuale, dal momento che non è considerato malcostume ma anzi un rifiuto del concetto di tabù.